# Hermann Aron

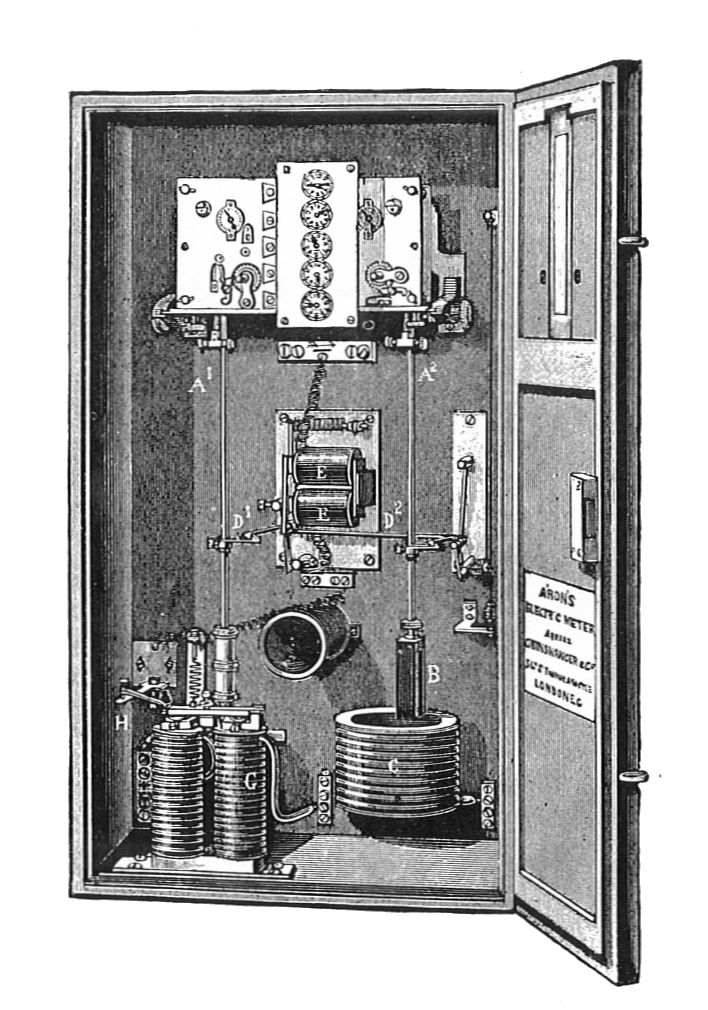
El mesurador d’electricitat del Dr. Aron, tal com el venia GEC des del 1888 a la Gran Bretanya.

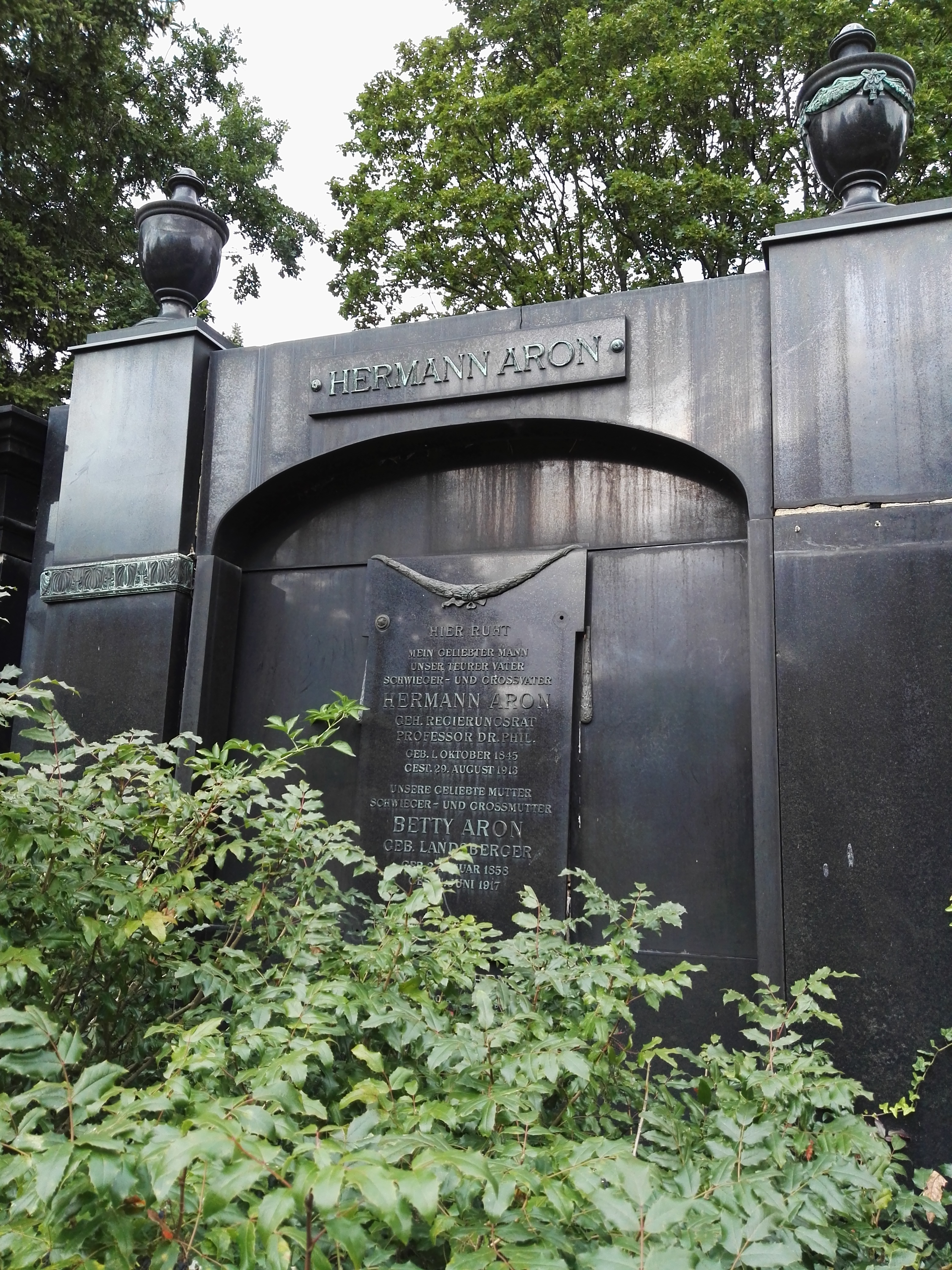
La tomba d'Hermann Aron a Weissensee (Berlín)

Hermann Aron   (Kępno, 1 d'octubre de 1845 - Charlottenburg, 29 d'agost de 1913) va ser un investigador alemany en el camp de l'enginyeria elèctrica.

## Biografia
Aron va néixer a Kempen (Kępno), en l'actual Polònia, en el moment un shtetl a la Província de Posin. El seu pare era chazzan i comerciant. La família volia que es formés com a erudit o escrivà jueu, tot i que els parents rics li van permetre assistir a partir de 1862 a l'escola secundària de Kölln, Berlín i després de graduar-se el 1867, per estudiar a la Universitat de Berlín. Aron va començar estudiant medicina, però va canviar en el tercer trimestre a matemàtiques i ciències naturals. Des del 1870 va estudiar a la Universitat de Heidelberg, amb professors tan destacats de física com Helmholtz i Kirchhoff. Es doctorà a Berlín el 1873 i esdevingué ajudant del laboratori físic de l'acadèmia de comerç (Gewerbeakademie). Va ensenyar a la Universitat de Berlín, on es va convertir en professor de física, i a l'escola d'artilleria i enginyers de l'exèrcit prussià.
Està enterrat al cementiri de Weißensee, Berlín.

## Mesuradors d'electricitat
El 1883 va patentar el "Pendelzähler", el primer mesurador de watt-hora precís. El mesurador contenia dos rellotges de pèndol, amb bobines al voltant de les seves bobines de pèndol. Un va ser accelerat i l’altre es va alentir en proporció al corrent utilitzat. Un mecanisme d'engranatges diferencials mesurava la diferència de velocitat entre els dos rellotges i ho comptava en una sèrie de dials. Els primers mesuradors feien servir rellotges als que s'havia de donar corda mensualment. Als models posteriors se'ls donava corda elèctricament. Aquest tipus de comptador va ser introduït a Gran Bretanya per Hugo Hirst, i fabricat i venut per la General Electric Company des de 1888.
També va inventar un altre Wattímetre, amb l'epònim "Aronschaltung". Es tracta d’un circuit per mesurar la potència total en circuits de corrent altern trifàsics, mentre que només requereix dues mesures directes de potència.
Aquests invents es van expandir a un negoci amb fàbriques a París (1890), Londres (1893), Viena (1897) i Schweidnitz, Silèsia. En el moment de la seva mort, el 1913, donava feina a més de 1.000 persones.

## Ràdio Nora
El seu fill va continuar el negoci de H. Aron, fàbrica de comptadors de temps GmbH, canviant el seu nom el 1929 per Aron electric company ltd., Berlín Charlottenburg. L'empresa s'havia diversificat cap al nou mercat de ràdios, venut amb el nom de "Nora". Es tractava d '"Aron" escrit cap enrere: en l'ambient creixent d'antisemitisme, era prudent evitar utilitzar un nom tan evidentment jueu. El 1933 la companyia es va canviar el nom de nou al modernista i anònim "Heliowatt". En aquest moment, Nora comptava amb prop de 3.000 empleats i una quota de mercat del 8%, cosa que els convertia en el quart fabricant després de Telefunken, SABA i Mende.
L’antisemitisme va continuar creixent a Alemanya i el 1935 la família va vendre el negoci a Siemens-Schuckert i va fugir als EUA.
La fàbrica de Charlottenburg va ser bombardejada el 1943, però la marca Nora va continuar després de la guerra. Després d'una sèrie d'anuncis prometent el seu retorn imminent, van tornar a la fabricació el 1947.
Heliowattwerke GmbH va tancar definitivament el 1996.